# Enicospilus opacitor
Enicospilus opacitor är en stekelart som beskrevs av Aubert och Shaumar 1978. Enicospilus opacitor ingår i släktet Enicospilus och familjen brokparasitsteklar. Inga underarter finns listade i Catalogue of Life.